# Clutton (Cheshire)
Pour les articles homonymes, voir Clutton.
Clutton est une paroisse civile et un village du Cheshire, en Angleterre.